# Воислава Феодора Мекленбург-Шверинская
Воислава Феодора Мекленбург-Шверинская (нем. Woizlawa Feodora, Herzogin von Mecklenburg-Schwerin, 17 декабря 1918, Росток, Мекленбург-Шверин — 3 июня 2019, Гёрвиль) — немецкая аристократка. Представительница Мекленбургского дома. Одна из самых долгоживущих аристократок современности.

## Биография
Воислава Феодора родилась 17 декабря 1918 года, уже после свержения монархии. была единственным рёбенком герцога Адольфа Фридриха Мекленбургского (1873—1969) и его первой супруги Виктории Феодоры Рейсской (1889—1918). Её отец был последним губернатором немецкого Тоголенда.
Ее первое имя, Воислава, напоминает о прародительнице Мекленбургского дома, жене князя-ободрита Прибислава, а ее второе имя — о ее матери, умершей через день после рождения ребенка. Она выросла в основном со своим отцом в Бад-Доберане.
В 1939 году вышла замуж за Генриха I Рейсс-Кёстрицского. После того как ее муж оставил военную службу в 1941 году, из-за серьёзного ранения, пара жила вместе в замке Остерштайн в Гере. Феодора стала свидетельницей разрушения замка во время сильной бомбардировки 6 апреля 1945 года. После этого семья переехала в замок Эберсдорф. После вывода американских войск из Тюрингии летом 1945 года Генрих и Феодора с детьми бежали к сестре мужа, Фелиците Изенбург-Бюдингенской (1914—1989), в Бюдинген.
После Второй мировой войны, Генрих I стал генеральным представителем своего зятя Отто Фридриха Изенбургского и Бюдингенского. После смерти мужа в 1982 году, Воислава-Феодора продолжала жить в Бюдингене до 1991 года. После воссоединения Германии она вернулась в Геру на 15 лет и несколько лет жила в небольшой квартире в сохранившейся части замка Остерштайн.
После объединения Германии, она начала претендовать на имущество Генриха XLV, на том основании, что в 1935 году он усыновил её мужа. 21 октября 1997 года было достигнуто мировое соглашение с городом Гера, относительно местонахождения большинства движимых предметов искусства в Городском музее Геры. Решением от 16 января 1998 года Тюрингенское государственное управление по урегулированию открытых имущественных вопросов подтвердило данное мировое соглашение. В результате около 700 произведений искусства были возвращены семье и выставлены на аукцион в 1998 году. Семья безуспешно оспаривала включение «серебряной мебели из Геры» в список национально ценных культурных ценностей. После аукциона часть вырученных денег досталась организации «Уриэлла», к которой присоединилась Воислава.
Тем временем спор по поводу недвижимости продолжался. Главный аргумент Воиславы и ее адвокатов был, что Генрих XLV имел британское гражданство, и экспроприация его имущества была незаконна. Данный иск был отклонён в споре о замке Остерштайн Административным судом Геры в 2005 году, поскольку семья не представила доказательств британского гражданства Генриха XLV. Апелляция на решение была отклонена Федеральным административным судом, как необоснованная.
Тем не менее, её иск о возвращении замка Тальвиц было удовлетворён, и в 2008 году она получила право на возврат. После того, как город Гера, в частности, и городской музей были полностью перестроены, согласованная в договоре презентация художественных сокровищ Рейсса в городском музее больше не могла быть реализована, поэтому возникла необходимость в корректировке мирового соглашения. Воислава подала иск в Административный суд Геры на решение от 26 сентября 1996 года, которым Государственное управление по урегулированию нерешенных имущественных вопросов в Гере отклонило заявление о реституции. К 2010 году 2-я палата Административного суда Геры окончательными решениями разделила иск на 180 дел, каждому из которых был присвоен свой номер дела.
В целях экономии процессуальных средств она в некоторых случаях отозвала иск, не отозвав при этом все требования о реституции. Основной вопрос возвращения так и не был окончательно не решен.
В рамках своего членства в новой религиозной общине Fiat Lux, она переехала в Хотценвальд в возрасте 86 лет, где с 2005 года жила в собственной квартире в районе Гёрвиль в Штритматте.
По случаю своего 100-летия в декабре 2018 года она дала интервью газете Ostthüringer Zeitung.
Она умерла после непродолжительной, тяжелой болезни в своем доме в Штритматте, 3 июня 2019 года. Она была похоронена на семейном кладбище Сольмс-Лаубах в монастыре Арнсбург.

## Брак и дети
15 сентября 1939 года в Бад-Доберане она вышла замуж за своего дальнего родственника Генриха I Рейсс-Кёстрицского (1910—1982), сына Генриха XXXIV Рейсс-Кёстрицского (1887—1956). У супругов родилась была одна дочь и пятеро сыновей: 
- Феодора Рейсс-Кёстрицская (род. 5 февраля 1942), в 1967 году вышла замуж за Гисберта Штольберг-Вернигероде (род. 1942). Супруги развелись в 2013 году. У них родилось 2 сыновей.[14]
- Генрих VIII Рейсс-Кёстрицский (род. 30 августа 1944), в 1973 году женился на баронессе Дорит фон Раффин (род. 1948). У них родилось 2 сыновей.
- Генрих IX Рейсс-Кёстрицский (род. 30 июня 1947), в 1984 году женился на баронессе Амели Бессерер фон Тальфинген (род. 1959). У них родились сын и дочь.
- Генрих X Рейсс-Кёстрицский (род. 28 июля 1948), был дважды женат. Имеет сына и дочь от первого брака.
- Генрих XIII Рейсс-Кёстрицкий (род. 4 декабря 1951), в 1989 году женился на иранке Сюзан Духт Джалали (род. 1956). Супруги развелись в 2005 году. У них родились сын и дочь.
- Генрих XV Рейсс-Кёстрицский (род. 9 октября 1956), в 1999 году женился на Анне Шарлотте Нут-Купер (род. 1965). У них родился один сын.